# ケンブリッジ・プラトン学派
ケンブリッジ・プラトン学派（英: Cambridge platonism）は、17世紀のイギリスのケンブリッジ大学において展開された思想の一グループ。別名ケンブリッジ・プラトニズム。また、人物に観点を置いてケンブリッジ・プラトニストといった表現もある。ベンジャミン・ウィチカットを中心人物とし、ヘンリー・モア、ラルフ・カドワース、ジョン・スミス、ナサニエル・カルヴァウェル、ピーター・ステリーらが学派のメンバーと見なされている。また、チャーベリーのハーバート卿（エドワード・ハーバート、Edward Hebert, Lord Cherbury）はその先駆けと言われている。
哲学書の中でもプラトンやプロティノスの文献を重要視し、中世的な古い神学を批判、理性と信仰の調和、道徳と宗教の問題、信仰の自由の問題を主な題目としている。ジョン・ロックの出現や経験論哲学の興隆などにより17世紀までには、形の上では解消されるが、イギリスの思想・あるいはイギリス人の実践に影響を与えた。当学派は、啓蒙思想の時代のごく初期の重要な一派でもあり、グリーンやケアードらによるイギリスにおける新ヘーゲル主義の出現や20世紀の思想の巨人ホワイトヘッドの有機体の哲学の思想にも影響を与えたなど近現代のイギリス思想の展開を触れる際には、触れなくてはならないグループである。

## 学派の誕生
15世紀を中心に展開されたルネサンス、殊にマルシリオ・フィチーノを中心としたネオプラトニズム研究は、ヨーロッパ世界にプラトニズムの再移入に大きな貢献をもたらしたことは、周知のことであるが、この思想展開の目標はプラトニズムとキリスト教思想の思想上の調和であり、後の西洋哲学に多大な影響を与えた。この思想は、いわゆる人文学者らによって各地にもたらされ、ジョン・コレットなどにより、イギリスにももたらされた。特に1509年にエラスムスがイギリスのケンブリッジ大学においてギリシア語と哲学を講じたのは、ケンブリッジ・プラトン学派の結成に大きな影響をあたえた。エラスムスが当地を去った後、ケンブリッジはイギリスにおけるプラトニズム研究の牙城になり、これがイギリスのピューリタンの思想と相まって、育まれてきた。ライバル校であるオックスフォード大学のアリストテレス研究と共に、イギリスにおける古典哲学研究の一大系統になってきた。このピューリタニズム的なプラトニズムは、そのまま当時のケンブリッジ大学の基本精神になり、この精神の最高学府として1585年に創設されたのが、エマヌエル学寮であった。別名「ピューリタンの神学校」といわれたほど、ピューリタン思想が盛んであった。
この学寮に、1626年入学したのがこの学派の中心人物ベンジャミン・ウィチカットである。1633年には、特別研究員としての教職を手にした。この年をもってケンブリッジ・プラトン学派の誕生と見るのが定説である。ケンブリッジ・プラトン学派の盛衰は、概ねウィチカットと彼の直弟子たちが活躍した時期と重なる。

## 理性と信仰の問題
この学派にとって最大の課題は、理性と信仰の問題である。キリスト教者として持つべきの信仰と、人間が持っている本来的な理性とをいかに矛盾なく調和させるかという問題であった。この問題は、周知のごとく中世スコラ哲学以来、現代にかけても論じられてきている問題でもあるが、彼らは、これをプラトニズムをいかに矛盾なく取り込むかによって、応えようとしていた。彼らは、聖書に匹敵するほどにプラトンやプロティノスの著作を聖典に近い形で扱っていた。
彼らによれば、理性の働きとはまず一つは学問的な思考力の基礎と為す能力のことで、人間はこれを不断の努力によりこれを強化することができる。従って、理性に基づいて真理を追究せんとする場合は、教会組織らよる権威的なあるいは、安易な言い回しに賛同してはならない。第二に理性は人間の霊魂が神に近づいていく「道具」としての働きである。この世のあらゆる事象は、神の理性の顕現であり、人間の理性も不完全ながらも、神の理性による賜物であり、人間はこれによって神と直接つながることができる。人間は、この理性の賦与を「神の愛」として感じることが出来るのであり、この神の愛によって賦与された理性を正しく働かせて真理を追究することこそ、人間に課された義務なのであり、神に対する信仰の実質わなすものであると、彼らは考えた。従って、彼らの信仰は、一種の理性信仰なのであり、理性と信仰の合体である。
このことは、当時イギリスの思想に流布していたカルヴィニズムに対する反論にもなった。つまりカルヴィニズムの説く予定説と厳格な教条主義、他宗派に対する不寛容さ、そして階層的な教会権力に対する反駁の原動力となった。ウィチカットらによる、ルネサンス的な人間が神に近づける一種のヒューマニズム的な人間観には、カルヴィニズムは受け入れ難いものであった。彼らは、前述のごとくピューリタンであり、ピューリタニズムはイギリスにおいてのカルヴィニズムと見なされているから、正統派ピュリータンからは非難され、ケンブリッジ・プラトニズムと幾たびか論戦となったこともあった。